# On demande professeur accompagné de ses parents
Pour plus de détails, voir Fiche technique et Distribution.
On demande professeur accompagné de ses parents (Professore venga accompagnato dai suoi genitori) est une comédie franco-italienne réalisée par Mino Guerrini et sortie en 1974.

## Synopsis
Le lycée Manzoni de Rome, comme beaucoup d'écoles italiennes à cette époque, connaît une phase de prise de position politique de la part de certains élèves. Certains d'entre eux appartenaient à la bourgeoisie romaine, ou du moins à des classes sociales élevées. Malgré cela, leur manque de volonté de se consacrer pleinement à leurs études les a amenés à défier certains professeurs, créant ainsi diverses situations gaillardes.

## Fiche technique
Sauf indication contraire, les informations mentionnées dans cette section peuvent être confirmées par la base de données cinématographiques Unifrance,  présente dans la section « Liens externes ».
- Titre original italien : Professore venga accompagnato dai suoi genitori[1]
- Titre français : On demande professeur accompagné de ses parents[2]
- Réalisateur : Mino Guerrini
- Scénario : Castellano et Pipolo
- Photographie : Aristide Massaccesi
- Montage : Nino Baragli
- Musique : Franco Campanino
- Décors : Franco Cuppini
- Costumes : Vera Cozzolino
- Production : Ermanno Donati, Alfonso Donati
- Sociétés de production : Coralta Cinematografica (Rome), Production Fox-Europa (Paris)
- Pays de production :  Italie •  France
- Langue originale : italien
- Format : couleur - 35 mm
- Durée : 100 minutes
- Genre : comédie
- Dates de sortie :
  - Italie : 26 septembre 1974

## Distribution
- Jacques Dufilho : prof. Gustavo Negroni
- Aldo Maccione : prof. Egisto Petracco
- Gabriella Pallotta : professeur d'italien
- Didi Perego : Andreina Bugamelli
- Enzo Cannavale : concierge
- Piero Mazzarella : Professeur Maraldi
- Fiona Florence : Mme Barbantini
- Michele Gammino : prof. Romanazzi
- Quinto Parmeggiani : prof. Quittaro
- Stefano Amato : Stefano Adami
- Wilma Casagrande : Mme Novelli
- Giovannella Grifeo :
- Marco Lucantoni : Maltais, étudiant révolutionnaire
- Carla Mancini : secrétaire de lycée
- Corrado Olmi : M. Novelli
- Gino Pernice : commissaire de police
- Sandro Pizzochero : don Rodolfo
- Gino Rocchetti :
- Mino Guerrini : Père du "geek" (non crédité)
- Franco Magno : professeur avec barbe (non crédité)
- Vanni Castellani : le leader étudiant
- Nicoletta Piersanti : élève-mangeur